# Ex chiesa di Maria Santissima degli Agonizzanti
L'ex chiesa di Maria Santissima degli Agonizzanti, meglio conosciuta come Chiesa del Convento (Chiesa di lu cummentu in siciliano), era un edificio di culto cattolico situato nel centro storico di Castellammare del Golfo, in provincia di Trapani, esattamente in Corso Bernardo Mattarella nei pressi dei quattro canti di città.
La chiesa fu costruita contemporaneamente all'annesso Palazzo Crociferi per volere della principessa Francesca Balsamo di Roccafiorita nel 1659 e fu la sede spirituale dei Padri Crociferi dal 1663 al 1870. 
L'8 maggio 1966 con decreto vescovile venne ufficialmente chiusa al culto e ceduta al comune di Castellammare del Golfo che, dal 1977 ad oggi, la riadattò ad aula consiliare.

## Storia

### L'edificazione

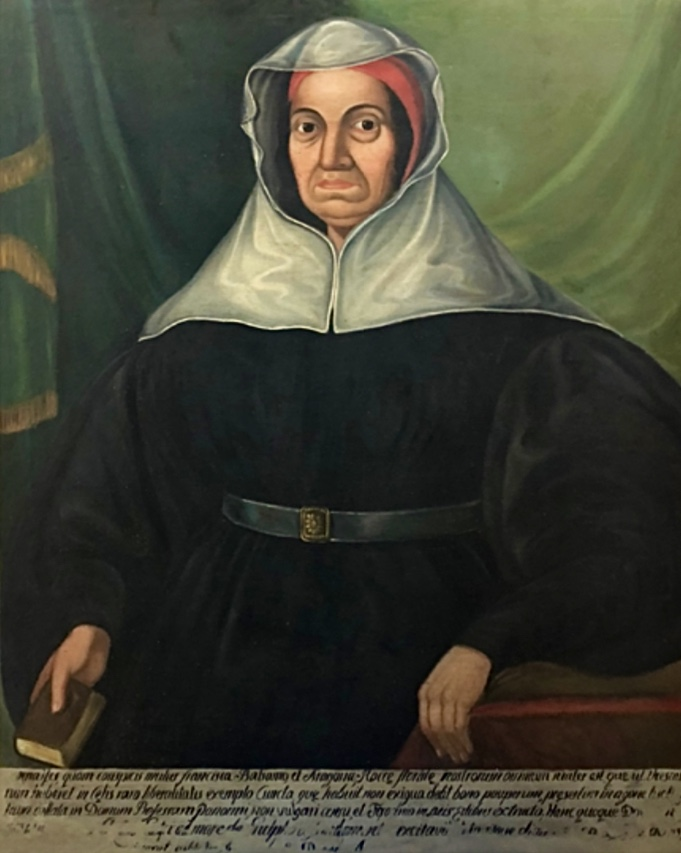
Principessa Francesca Balsamo, committente della Chiesa e di Palazzo Crociferi

La costruzione iniziò nel 1659 e si concluse l'anno successivo. La chiesa fu costruita per volere di donna Francesca Balsamo, baronessa di Castellammare del Golfo e principessa di Roccafiorita, per poi essere officiata dai Padri Crociferi. Unitamente alla chiesa venne costruito anche l'annesso convento, oggi palazzo comunale. I lavori di costruzione furono eseguiti (come per Palazzo Crociferi) dai palermitani Marco Serio, Giuseppe Perna, Francesco Serio e Nicolò Serio, sotto progetto dell'architetto Giuseppe Mariani.
Il primo atto relativo alla costruzione della chiesa e del convento fu stipulato il 3 agosto 1659 e comprendeva tutto il capitolato di appalto ed i nomi dei contraenti. Il capitolato era suddiviso in dieci articoli con i quali venivano determinate in modo speciale le caratteristiche della pietra necessarie per la costruzione, descritto e specificato l'impasto della calce, la determinazione del prezzo in base alla grandezza dei pezzi di tufo e i termini della durata dei lavori che stabilivano il completamento entro il 1663. In seguito a ciò Marco Serio il 28 ottobre 1659 stipula un contratto per far intagliare la pietra e incarica i palermitani Stefano Curto, Domenico De Aquario, Giuseppe Surci e Francesco Pellicani i quali si impegnavano a intagliare la futura chiesa e casa dei Padri Crociferi incominciando dal 2 novembre successivo.
Il 25 marzo e il 3 aprile 1660 Marco Serio, stipula dei contratti con alcuni operai manuali. Ed infine un quarto ed ultimo contratto stipulato con i picatori Nicolò Sinagra, Diego Gruo e Leonardo Surci con l'impegno di ricavare 400 blocchi di pietra da intagliare. 
I lavori di costruzione si completarono nello stesso anno e successivamente la chiesa e il convento vennero affidati ai Padri Crociferi come voluto da donna Francesca Balsamo.

### Le congregazioni
Più congregazioni e movimenti ecclesiali ebbero come sede la Chiesa di Maria Santissima degli Agonizzanti. Il 1º febbraio 1884 venne fondata una confraternita sotto il titolo di SS. Vergine del Rosario. Oltre a questa congregazione vi era anche operante una congregazione intitolata a San Giuseppe composta da capi bottegai e i loro dipendenti che annualmente si impegnavano ad organizzare, nel mese di Agosto, una grande festa in onore del santo. Particolarmente solenne, fu la festa del 1904 associata a quella della patrona Maria Santissima del Soccorso e della durata di quattro giorni (dal 18 al 21 agosto). Furono installate luminarie con acetilene, a Cala Marina vennero organizzate fiaccolate e le barchette vennero illuminate alla veneziana. I canti durante le celebrazioni nella chiesa madre e nella chiesa dei Crociferi furono eseguiti da maestri canori e da orchestre con musiche di Lorenzo Perosi. Alla mezzanotte di ogni sera venivano lanciati i palloni aerostatici e fuochi d'artificio. Altrettanto importante e vivamente partecipata fu la festa del 1907.
Operò anche in questa chiesa, fin dall'inizio del XX secolo l'Apostolato della preghiera e nel 1934 il sacerdote Vito Gioia costituì una congregazione femminile chiamata Figlie del Sacro Cuore di Gesù.

### La chiusura al culto

vecchia foto dell'interno

Nel 1929 la chiesa era ridotta strutturalmente in condizioni pessime. Il comune, proprietario dell'edificio, non si era mai interessato di ristrutturarla, né di impedirne che le piogge la danneggiassero, anzi utilizzandola in molte occasioni per usi profani, contribuì a danneggiarla di più.
Nel 1935 il sacerdote Pilara, rettore di questa chiesa, fu nominato primo parroco della Chiesa di San Giuseppe nella zona Petrazzi e trasferì nella chiesa nuova molti adornamenti dell'ex chiesa crocifera, tra cui l'antica statua di San Giuseppe, già prevenuta dalla Chiesa di Sant'Antonio Abate, il grande stendardo con la Sacra Famiglia, sedie, lampadari, tappeti ecc.
Ciò suscitò rabbia e la protesta della Congregazione di San Giuseppe avente sede nell'ex chiesa crocifera. L'ultimo sacerdote rettore fu Salvatore Antonino Romano, ma subito dopo la chiesa fu chiusa al culto in quanto bisognosa di molti interventi strutturali. Nel 1963, viste le precarie condizioni dell'edificio sacro, il comune pensò addirittura di demolirla.
La diocesi nel 1963, rinunciò definitivamente ai suoi diritti su questa chiesa e ordinò il trasferimento di tutte le opere d'arte nella chiesa madre. Il comune cessò alla diocesi il vecchio fabbricato, ex romitorio cappuccino, attiguo alla Chiesa del Santissimo Crocifisso con aggiunta di 10 milioni di lire. L'8 maggio 1966, la chiesa viene ufficialmente chiusa al culto con decreto vescovile. Nel 1977 arrivò dalla regione, un contributo per riadattarla ad Aula Consiliare del comune di Castellammare del Golfo.

## Descrizione

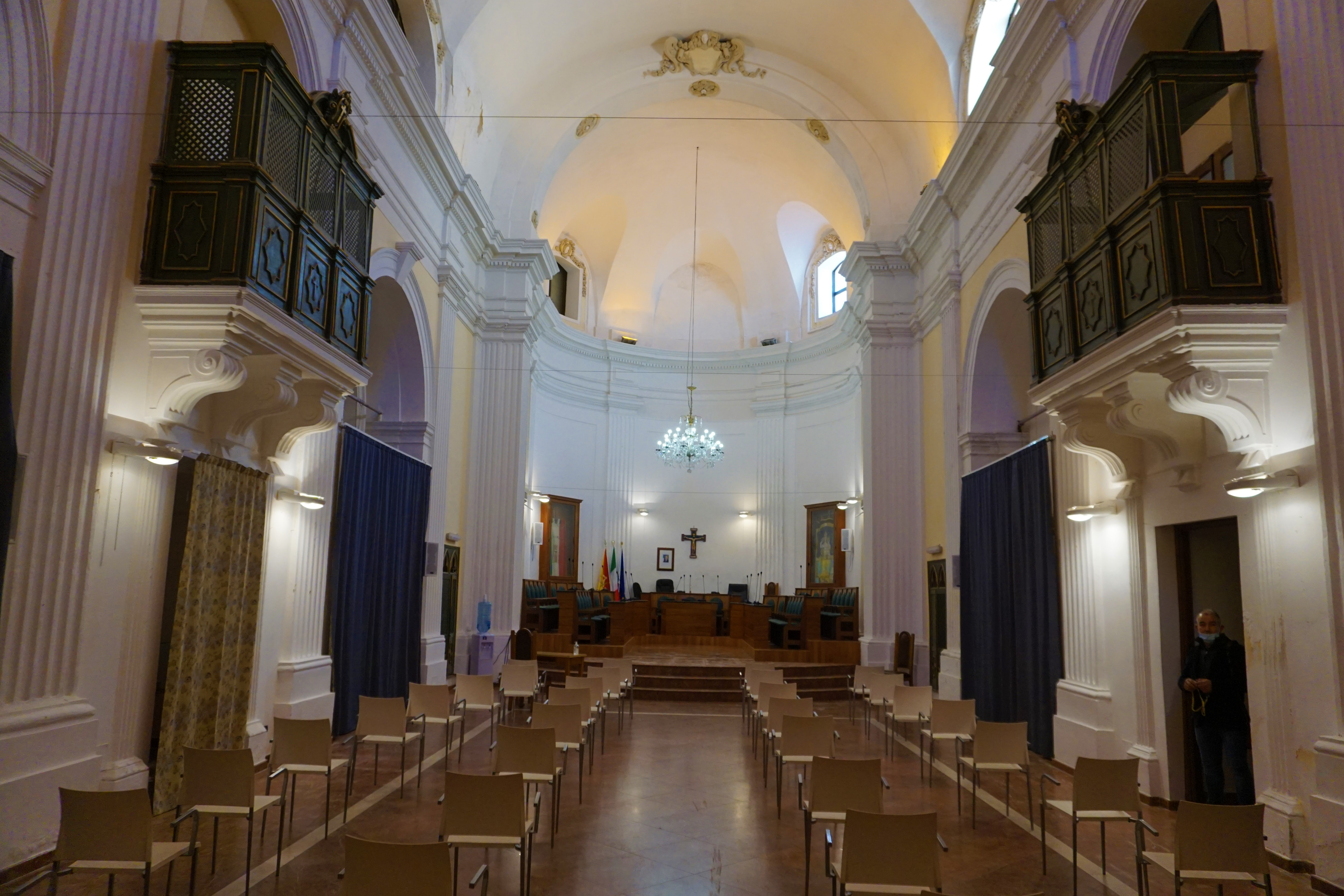
l'interno oggi

L'ex Chiesa di Maria Santissima degli Agonizzanti strutturalmente si presenta come l'architetto Giuseppe Mariani la volle costruire ma è stata privata di tutte le opere d'arte e riadattata per svolgere la sua nuova funzione. Sono, infatti, stati smontati tutti gli altari e tolte le numerose tele che oggi si conservano nel museo degli ori della patrona, in chiesa madre. Due degli altari (quello del SS. Crocifisso e della Madonna) furono riuniti in uno solo d'ambo i lati formando l’attuale mensa collocata nel presbiterio della stessa Matrice dove ancora oggi è collocata, mentre gli altri altari furono trasferiti, sotto l'arciprete Romano, a Terrasini nella casa ritiri spirituali Opus dei. Sotto il pavimento si trovano delle cripte in cui furono tumulati anche alcuni Padri Crociferi.

### La facciata
La facciata originale fu deturpata nel 1932 con un rivestimento di intonaco. Semplice e slanciata è composta da un grande portone d'ingresso adornato da un pregevole portale di pietra tufacea in stile barocco. Alle estremità laterali, invece, si sviluppano in lunghezza due lesene per lato che sorreggono il cornicione a sua volta sormontato dal frontone con in punta una croce in ferro. Al di sopra del portale si apre un oculo, anch’esso, rivestito in pietra tufacea, mentre in alto a levante si affaccia il campanile ancora munito di campane e sormontato da una banderuola. Da questo campanile ogni anno il 6 gennaio si lancia la befana, che con una suggestiva calata, sospesa in aria, lancia dolcetti sulla folla di bambini che l'acclamano.

### Gli altari
La chiesa, a navata unica, aveva cinque altari con decorazioni in stile barocco e con marmi policromi. L'altare principale in fondo all'abside, successivamente ricostruito in marmo in sostituzione del vecchio ed originale altare in legno, era dedicato a Maria Santissima degli Agonizzanti, titolare della chiesa.
Gli altri quattro altari erano, il primo entrando a destra dedicato a Santa Ninfa (precedentemente dedicato a San Procopio) e il secondo dedicato a Maria Santissima del Rosario mentre il primo entrando a sinistra era dedicato a Gesù Crocifisso e seguiva quello dedicato a San Camillo de Lellis, fondatore dei Padri Crociferi. Tutti e quattro gli altari erano muniti di preziosissime tele, oggi conservate nel Museo degli Ori.

tela di Maria Santissima degli Agonizzanti, oggi conservata nel museo degli ori in chiesa madre

### Le tele
Sull'altare maggiore nell'abside, si trovava la tela raffigurante Maria Santissima degli Agonizzanti, la tela rappresenta la Vergine Santissima con in braccio il Bambino Gesù che con la mano sinistra rivolta verso il basso indica un moribondo disteso su un letto assistito da due Padri Crociferi. La tela, di grande valore artistico, fu eseguita molto probabilmente sul finire del XVII secolo.
- La tela raffigurante Maria Santissima del Rosario collocata sull'omonimo altare rappresenta la Vergine Santissima seduta che regge sulle braccia Gesù Bambino affiancata a destra da Santa Rosalia e a sinistra da San Domenico, separati al centro da un putto. Anche questa tela di grande valore artistico, si pensa che fu eseguita nel XVII secolo.

- La tela raffigurante San Camillo de Lellis, fondatore dei Ministri degli Infermi, è rappresentato al centro della scena in abiti di Padre Crocifero, in piedi su una nube con gli occhi rivolti verso il cielo, con il dito della mano destra indica il suo cuore ricolmo di amore per i morenti. Il resto della tela è composta da figure angeliche, mentre al centro in basso si noto un putto, simile a quello della tela di Maria SS. del Rosario. Questa tela di grande valore artistico, si pensa che fu realizzata subito dopo alla costruzione della chiesa.

Sull'altare del Crocifisso era collocato un sottoquadro raffigurante la Vergine Addolorata, una raffinata tela che esalta i lineamenti del volto e il drappeggio delle vesti.
- Infine, la tela raffigurante Santa Ninfa, eseguita tra il 1850 e il 1860, è la tela di minor importanza artistica e rappresenta la santa al centro della scena. Tutte le tele, oggi, sono conservate nel Museo degli Ori della Patrona.

## Galleria d'immagini

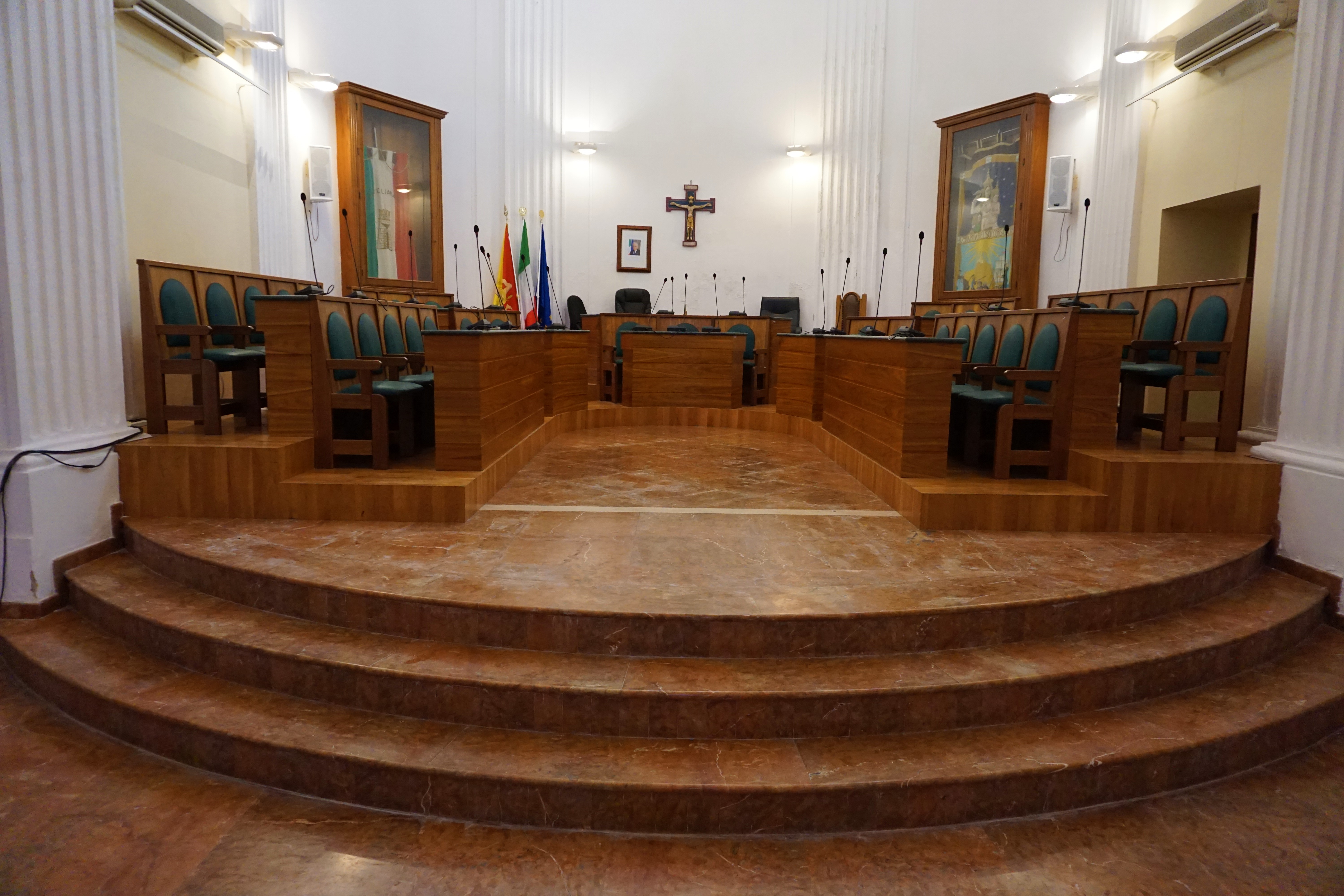
abside oggi
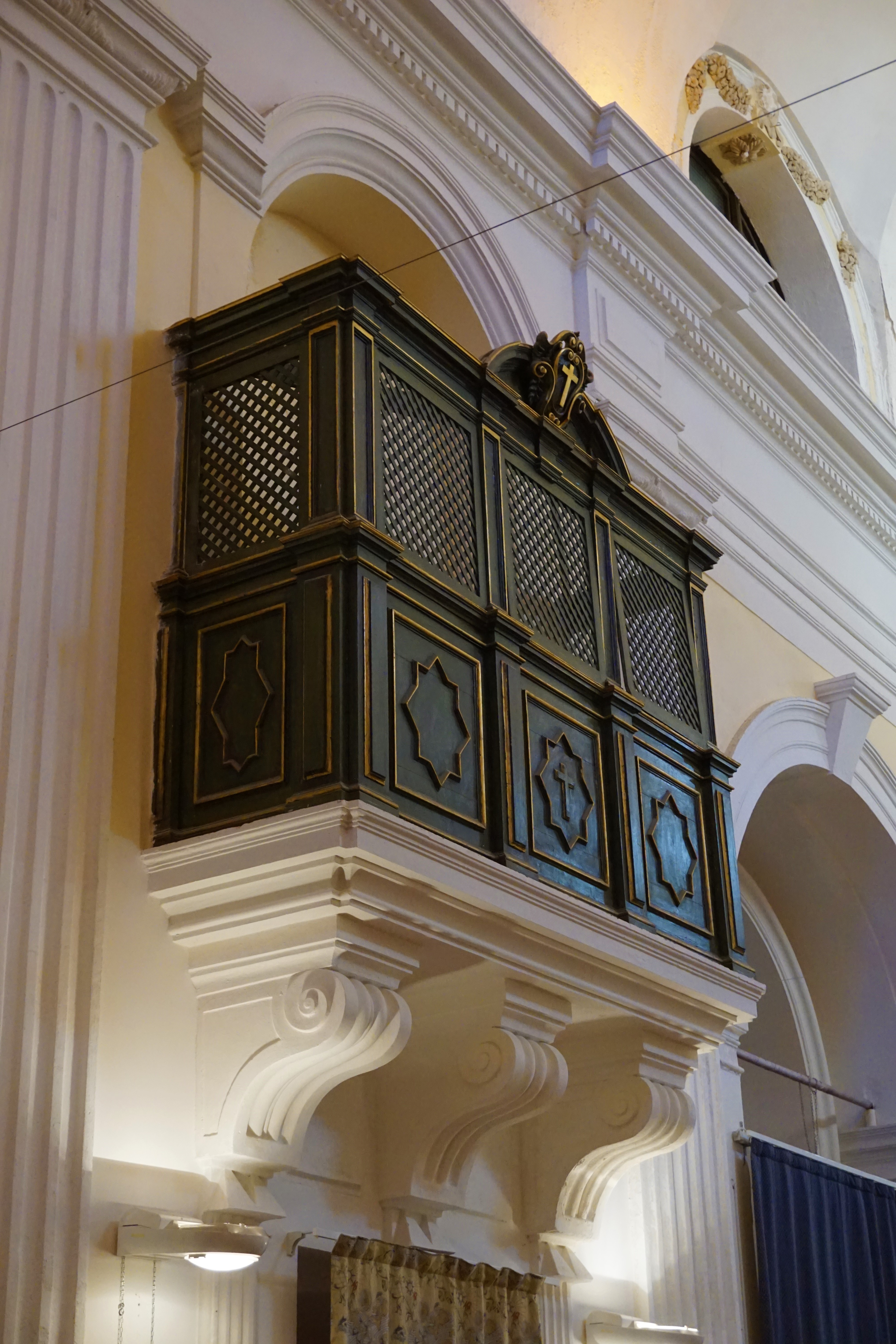
pulpito
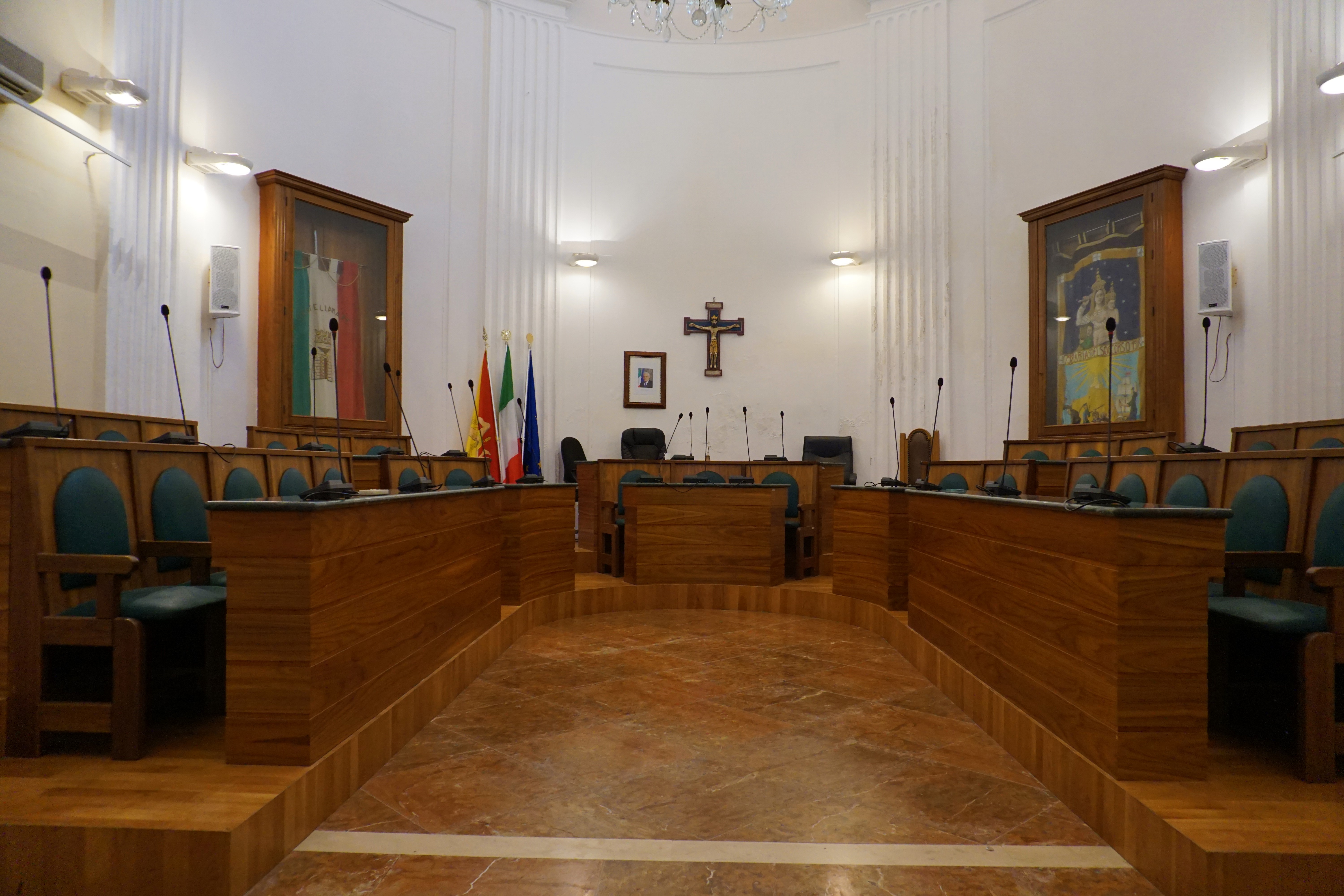
aula da vicino
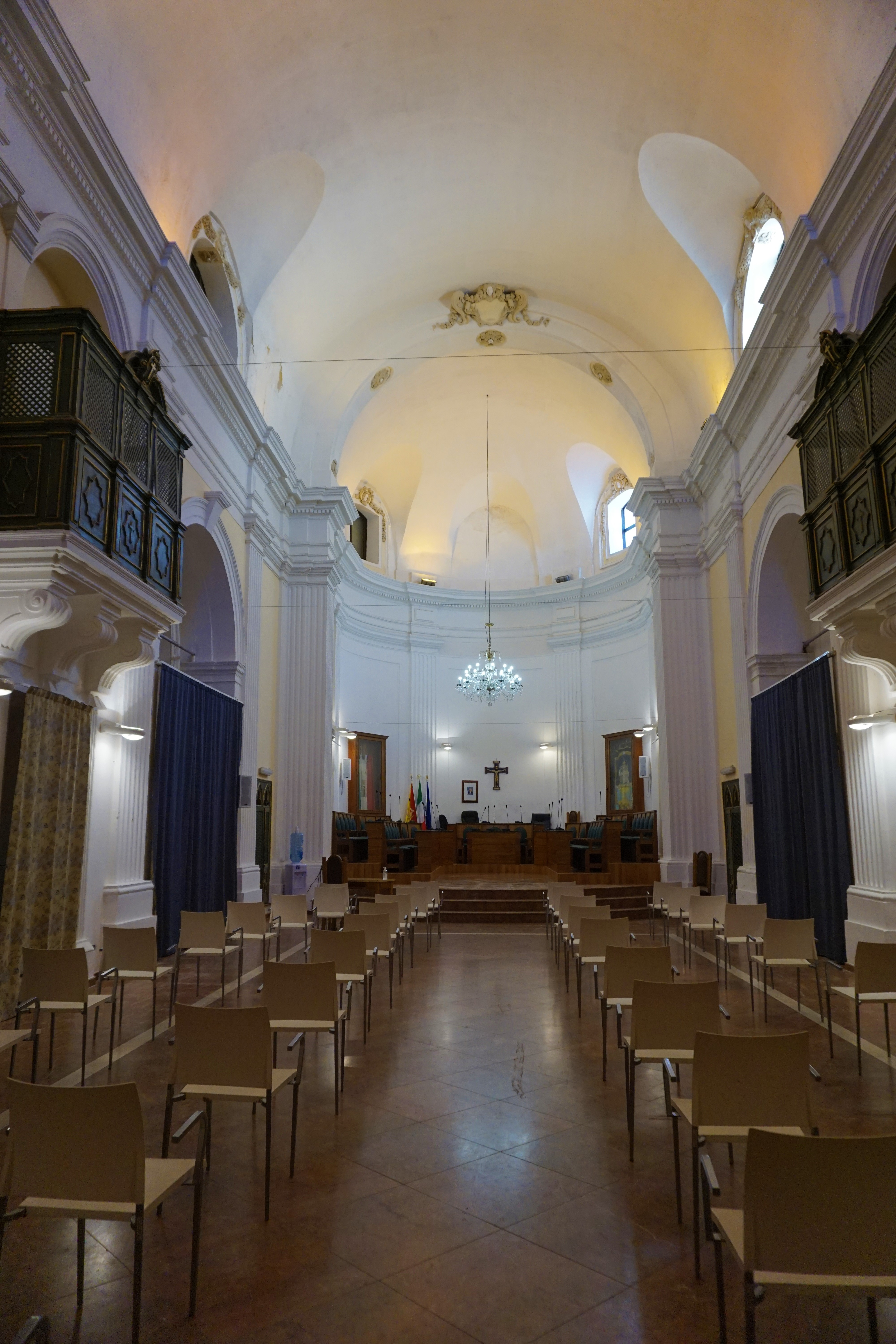
navata
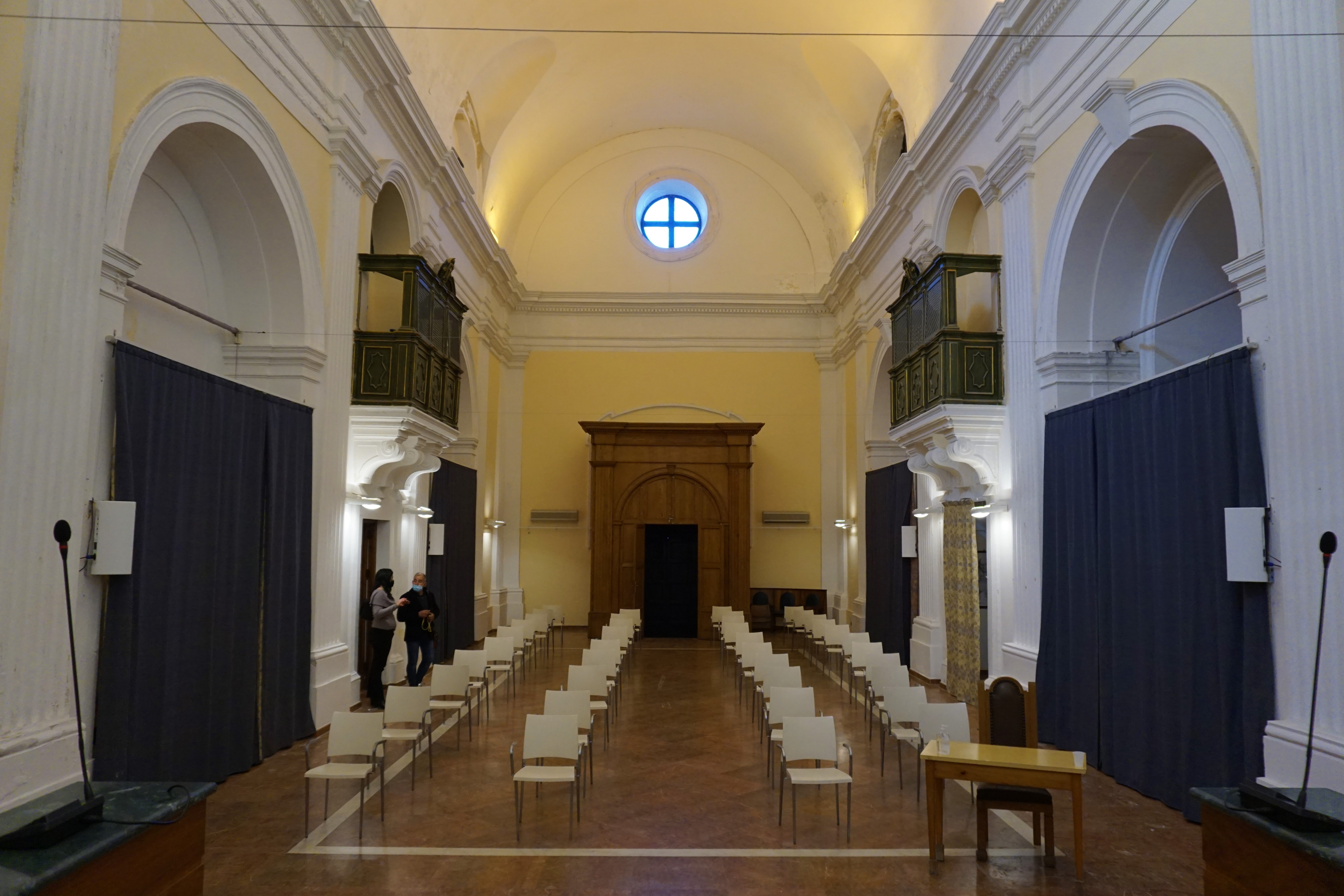
controfacciata
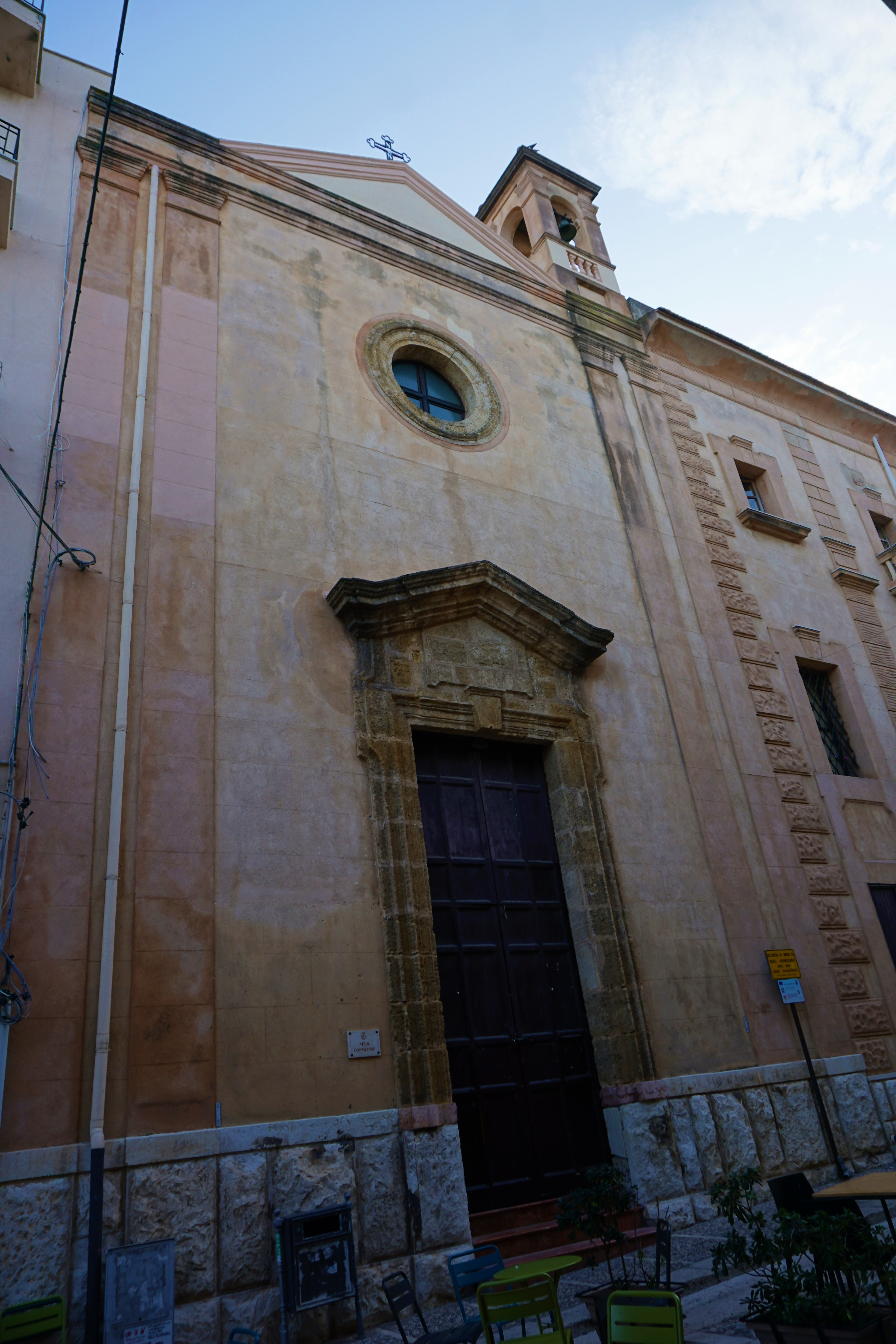
facciata
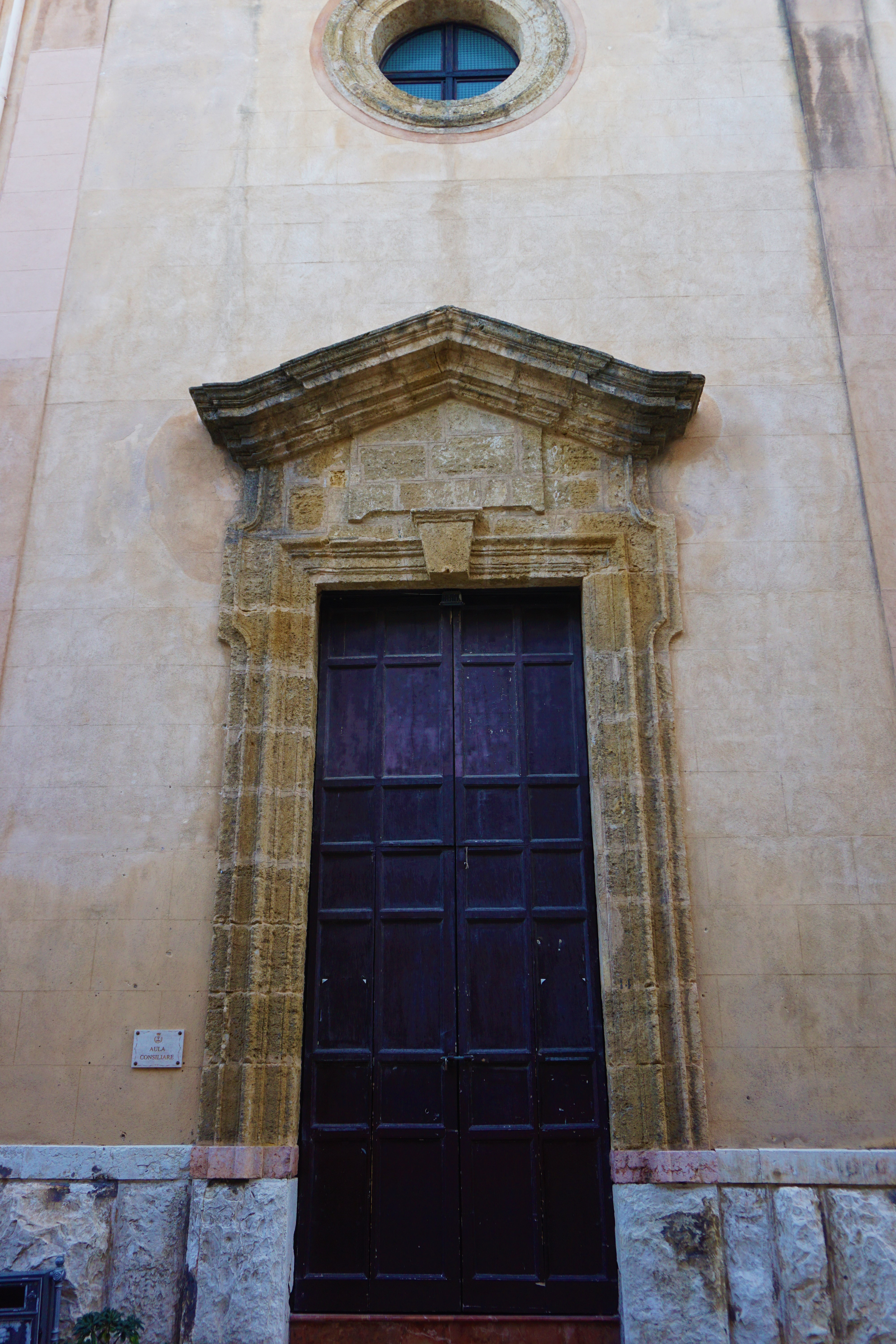
Portale e rosone
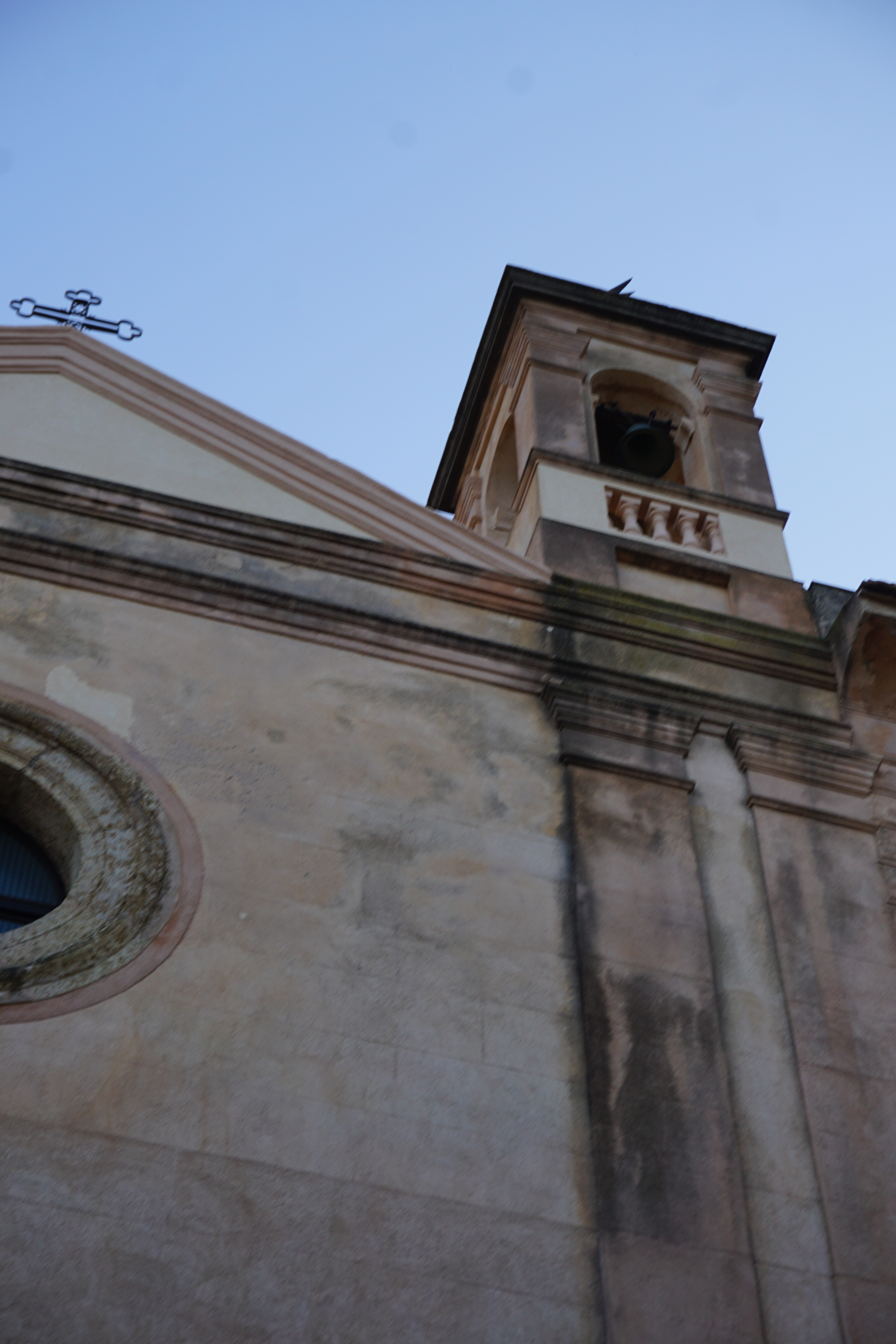
campanile